# Mesterholdenes Europa Cup i håndbold 1973-74 (mænd)
Mesterholdenes Europa Cup i håndbold 1973–74 var den 14. udgave af Mesterholdenes Europa Cup i håndbold for mænd. Turneringen havde deltagelse af 24 klubhold – 23 hold som var blevet nationale mestre sæsonen forinden samt den forsvarende mester (MAI Moskva), og den blev afviklet som en cupturnering, hvor opgørene til og med semifinalerne blev afgjort over to kampe (ude og hjemme), mens finalen blev afgjort i én kamp på neutral bane.
Turneringen blev vundet af VfL Gummersbach fra Vesttyskland, som i finalen i Dortmund besejrede de forsvarende mestre, MAI Moskva fra Sovjetunionen, med 19-17. Det var fjerde gang at VfL Gummersbach vandt Mesterholdenes Europa Cup – de tre første titler blev vundet i sæsonerne 1966-67, 1969-70 og 1970-71.
Danmarks repræsentant i turneringen var IF Stadion fra København, som tabte i 1/16-finalen til RK Borac Banja Luka fra Jugoslavien.

## Resultater

### 1/16-finaler
| Dato   | Dato   | Hjemmehold i 1. kamp | Udehold i 1. kamp      | Resultat | Resultat | Resultat |
| 1.kamp | 2.kamp | Hjemmehold i 1. kamp | Udehold i 1. kamp      | Samlet   | 1.kamp   | 2.kamp   |
| ------ | ------ | -------------------- | ---------------------- | -------- | -------- | -------- |
| 18.9.  | 15.10. | Valur                | VfL Gummersbach        | 18–27    | 10-11    | 8-16     |
| 18.9.  | 20.9.  | FC Barcelona         | Hapoel Herzelia        | 61–39    | 32-16    | 29-23    |
| ?      | ?      | HV Sittardia         | Ruda Hvezda Bratislava | 29–35    | 18-16    | 11-19    |
| ?      | ?      | Avanti Lebbeke       | Sporting Lisboa        | ?–?      | ?-?      | ?-?      |
| ?      | ?      | RK Borac Banja Luka  | IF Stadion             | ?–?      | ?-?      | ?-?      |
| 15.9.  | 11.10. | HB Dudelange         | CSL Dijon              | 29–32    | 18-17    | 11-15    |
| 28.9.  | 29.9.  | Oppsal IF            | Kyndil                 | 39–26    | 18-14    | 21-12    |
| ?      | ?      | WKS Slask Wroclaw    | Lokomotiv Sofia        | 32–33    | 23-15    | 9-18     |

### 1/8-finaler
| Dato   | Dato   | Hjemmehold i 1. kamp | Udehold i 1. kamp        | Resultat | Resultat | Resultat |
| 1.kamp | 2.kamp | Hjemmehold i 1. kamp | Udehold i 1. kamp        | Samlet   | 1.kamp   | 2.kamp   |
| ------ | ------ | -------------------- | ------------------------ | -------- | -------- | -------- |
| 28.10. | ?      | FC Barcelona         | VfL Gummersbach          | 37–50    | 22-30    | 15-20    |
| 8.11.  | ?      | SC Empor Rostock     | CSKA Moskva              | 33–35    | 18-16    | 15-19    |
| 1.11.  | ?      | Sporting Lisboa      | Ruda Hvezda Bratislava   | 29–48    | 14-31    | 15-17    |
| ?      | 15.11. | RK Borac Banja Luka  | SAAB Linköping           | 49–42    | 26-16    | 23-26    |
| 1.11.  | ?      | Union Krems          | CSL Dijon                | ?–?      | 18-17    | ?        |
| 29.10. | 13.11. | Oppsal IF            | TSV St. Otmar St. Gallen | 30–24    | 18-10    | 12-14    |
| ?      | ?      | Helsingin IFK        | Budapest Honvéd          | 38–55    | 17-23    | 21-32    |
| ?      | 9.11.  | MAI Moskva           | Lokomotiv Sofia          | 48–42    | 28-21    | 20-21    |

### Kvartfinaler
| Dato   | Dato   | Hjemmehold i 1. kamp   | Udehold i 1. kamp   | Resultat | Resultat | Resultat |
| 1.kamp | 2.kamp | Hjemmehold i 1. kamp   | Udehold i 1. kamp   | Samlet   | 1.kamp   | 2.kamp   |
| ------ | ------ | ---------------------- | ------------------- | -------- | -------- | -------- |
| ?      | 21.12. | VfL Gummersbach        | CSKA Moskva         | 40–33    | 22-14    | 18-19    |
| ?      | ?      | Ruda Hvezda Bratislava | RK Borac Banja Luka | 37–31    | 20-16    | 17-15    |
| 17.12. | ?      | Oppsal IF              | CSL Dijon           | 35–29    | 19-15    | 16-14    |
| ?      | ?      | Budapest Honvéd        | MAI Moskva          | 26–32    | 13-10    | 13-22    |

### Semifinaler
| Dato   | Dato   | Hjemmehold i 1. kamp   | Udehold i 1. kamp | Resultat | Resultat | Resultat |
| 1.kamp | 2.kamp | Hjemmehold i 1. kamp   | Udehold i 1. kamp | Samlet   | 1.kamp   | 2.kamp   |
| ------ | ------ | ---------------------- | ----------------- | -------- | -------- | -------- |
| 24.3.  | 7.4.   | Ruda Hvezda Bratislava | VfL Gummersbach   | 25–31    | 15-16    | 10-15    |
| 24.2.  | ?      | Oppsal IF              | MAI Moskva        | 26–32    | 13-10    | 13-22    |

### Finale
Finalen blev spillet i Dortmund, Vesttyskland.
| Dato  | Vinder          | Finalist   | Res.  |
| ----- | --------------- | ---------- | ----- |
| 21.4. | VfL Gummersbach | MAI Moskva | 19–17 |